# والتر أندرسون
والتر أندرسون (بالإنجليزية: Walter Anderson)‏ هو لاعب كرة قدم بريطاني (وحمل سابقاً جنسية المملكة المتحدة لبريطانيا العظمى وأيرلندا) في مركز مهاجم داخلي، ولد في 1879 في إنجلترا في المملكة المتحدة، وتوفي في 3 مارس 1904 في لندن في المملكة المتحدة. لعب مع دارلينجتون إف سى وشيفيلد يونايتد ونادي أرسنال ونادي بليموث أرجايل.